# Dejan Ilic

Dejan Ilic

Dejan Ilic (sr. Дејан Илић/Dejan Ilić; * 27. Juli 1957 in Smederevska Palanka, Serbien) ist ein serbischer Naturwissenschaftler und Manager. Zwischen dem 16. April 2007 und Juni 2009 war er Vorstandsvorsitzender der ARRI AG.

## Beruflicher Werdegang
Ilić studierte an den Universitäten von Belgrad (1976 bis 1981) und Dresden (1982 bis 1985) physikalische Chemie. 1981 schließt er sein Studium in Belgrad ab, es folgt 1982 der Master Frankreich und schließlich 2002 die Habilitation in Graz (Österreich). 
1987 geht Ilić zur Varta AG, wo er als Forschungs- und Entwicklungsleiter tätig wird. Auf Basis seiner Forschungen an den Universitäten von Dresden und Graz, wo Ilic chemische und elektrochemische Reaktionen zwischen Lithium-Metallen und Metalloxiden untersuchte, lenkt der Wissenschaftler die technische Entwicklung des Varta-Konzerns in neue Bahnen: Fortan konzentriert sich das Unternehmen verstärkt auf die Entwicklung und Herstellung von Microbatterie Systemen. 1996 leitet Ilic, inzwischen Chief Technical Officer, die Entwicklung der bis dato modernsten Anlage zur Herstellung von Microbatterien. 
1997 trifft er eine Aufsehen erregende Entscheidung: Gegen den in Deutschland herrschenden Management-Trend verlagert er 500 Arbeitsplätze von Singapur zurück nach Ellwangen. Die Entscheidung und die von Ilić verfolgte Strategie des Designing-In (Anfertigung von Batterien nach Maß und Bedarf der Gerätehersteller) erweist sich als richtig: Ein zwischen Apple Inc., und Varta abgeschlossener Handel macht Varta Microbattery zum führenden Hersteller von Polymer Batterien. 
Parallel strukturiert Ilić, mittlerweile zum Geschäftsführer der Varta Microbattery GmbH aufgestiegen, auch den Bereich Consumer Batteries neu und trägt so maßgeblich dazu bei, dass Varta Microbattery innerhalb von zehn Jahren zu einem weltweit operierenden Unternehmen mit rund 150 Mio. Euro Umsatz und zum Weltmarktführer für aufladbare Mini-Energiespeicher wird. 
Ab 2000 lehrt Ilić an den Universitäten New Jersey, Medon, Graz und Belgrad als Honorar-Professor.
2005 wird Dejan Ilić zum Entrepreneur des Jahres gekürt, 2006 wurde die Varta Microbattery GmbH als „Die beste Fabrik“ seitens INSEAD ausgezeichnet. Anfang 2007 erhält er den Innovationspreis der deutschen Wirtschaft in der Kategorie mittelständische Unternehmen. Außerdem wurde Ilić 2004 für seine langjährige wissenschaftliche Arbeit mit dem IBA Life Achievement Award der International Chemists Association USA ausgezeichnet.
Nachdem Ilić den Varta-Konzern verlassen hatte, war er zwischen dem April 2007 und Juni 2009 Vorstandsvorsitzender der ARRI AG.

## Privatleben
Ilić spielt schon als Kind leidenschaftlich Volleyball. Sein Talent wird früh erkannt und bei Partizan Belgrad entsprechend gefördert. Als Sechzehnjähriger spielt er in der jugoslawischen Junioren-Volleyball-Nationalmannschaft. Mitte der 70er Jahre wird er Halbprofi und finanziert sich u. a. durch die Einkünfte, die er als Spieler des italienischen Klubs VC Medon und später TSV Bayer 04 Leverkusen erzielt, sein Studium. In seiner Zeit bei Varta läuft Ilić auch noch für TSV Ellwangen auf. Dejan Ilic ist verheiratet, Vater einer Tochter und lebt mit seiner Familie in München und Ellwangen.